# Trichocerca ruttneri
Trichocerca ruttneri is een raderdiertjessoort uit de familie Trichocercidae. De wetenschappelijke naam van deze soort is voor het eerst geldig gepubliceerd in 1953 door Donner.